# Minskoff Theatre

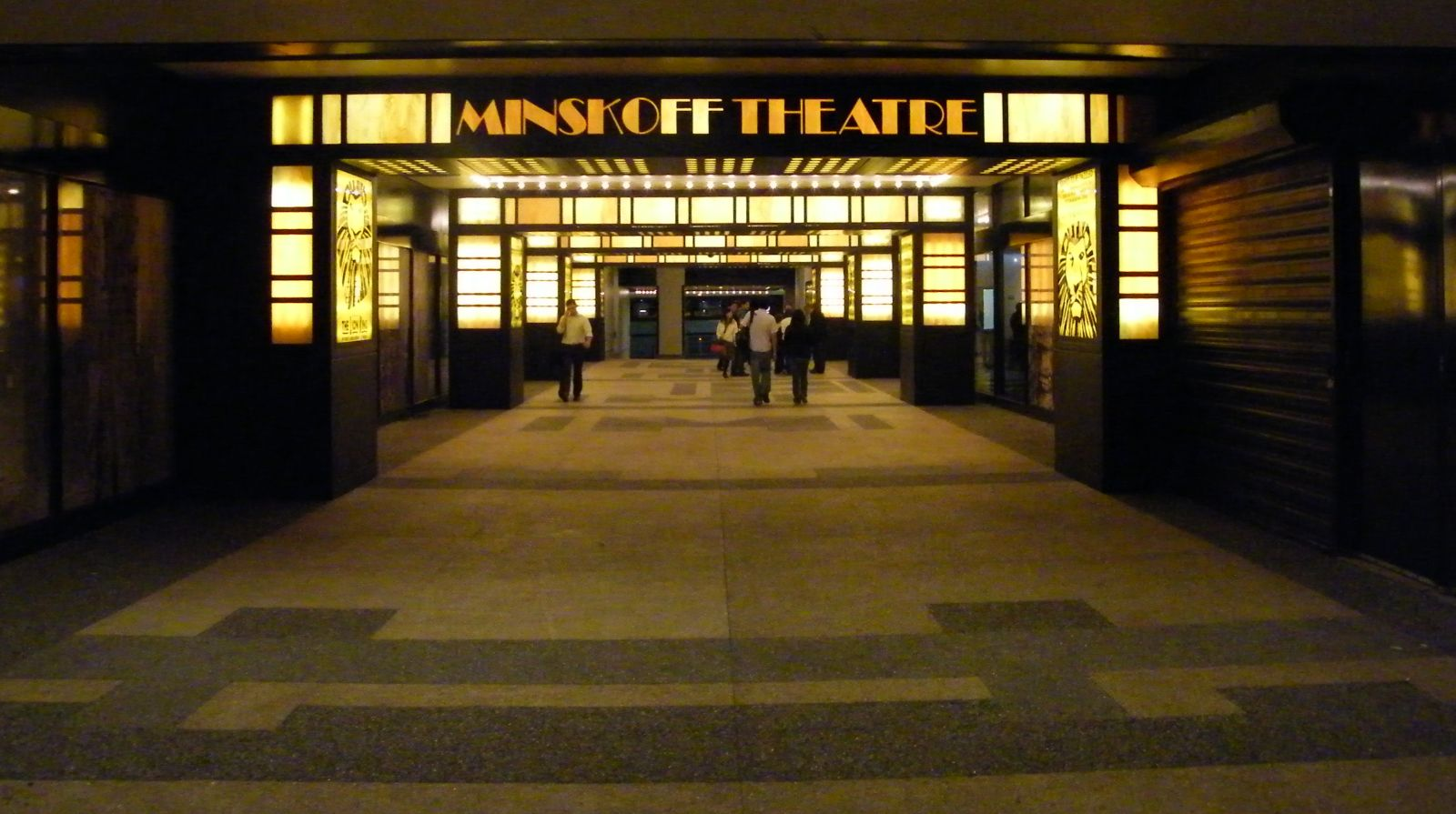
Minskoff Entrance

The Minskoff Theatre är en Broadwayteater, på 1515 Broadway i Manhattan i New York.
Teatern, som rymmer 1 621 besökare, är ritad av arkitekterna Kahn and Jacobs, och är inhyst i tredje våningen av One Astor Plaza, en kontorsskrapa byggd på platsen för det legendariska hotellet Astor Hotel. Teatern är uppkallad efter Sam Minskoff and Sons, ägarna till skyskrapan, och invigdes 13 mars 1973, med en nyuppsättning av musikalen Irene med stjärnan Debbie Reynolds. Genom åren har den stått värd till musikaler, danskompanier, och konserter.
År 1981 hölls tävlingarna för Miss Universum 1981 här, som vanns av Irene Saez från Venezuela. Under 1994 spelades Sunset Boulevard på teatern, och var en stor succé. År 2006 flyttade Lejonkungen in på teatern, där den fortsatt att spelas fram till idag (2013).